# Brandenburgska huset

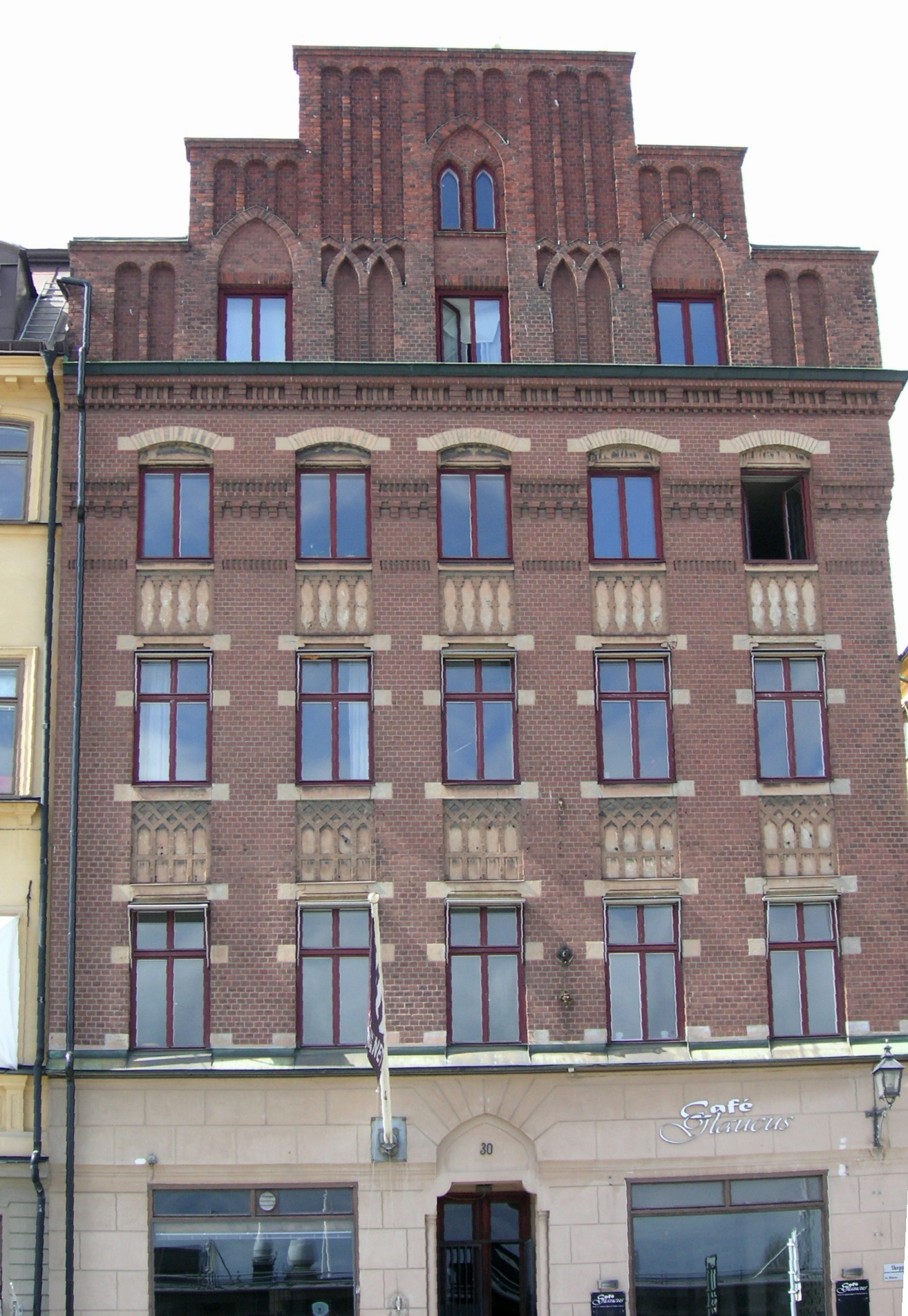
Brandenburgska huset 2009

Brandenburgska huset är en äldre fastighet i kvarteret Glaucus i hörnet Skeppsbron 30 och Gaffelgränd i Gamla stan i centrala Stockholm. 
Huset byggdes på 1600-talet, men har 1767 och 1890 genomgått radikala ombyggnader. Den nuvarande medeltidsinspirerande fasaden i rött murtegel med sin karakteristiska trappstegsgavel skapades 1890 av en medeltidsvurmande ägare med arkitekten Gustaf Wilhelm Nerman (1855-1926). Fasaden påminner om de baltiska hamnstädernas sengotiska gavelhus. 
På fastighetens gård finns en brandmursmålning med ett medeltida husmotiv som skapades i samband med renoveringen.